# Zehnthäuser (Bad Wünnenberg)

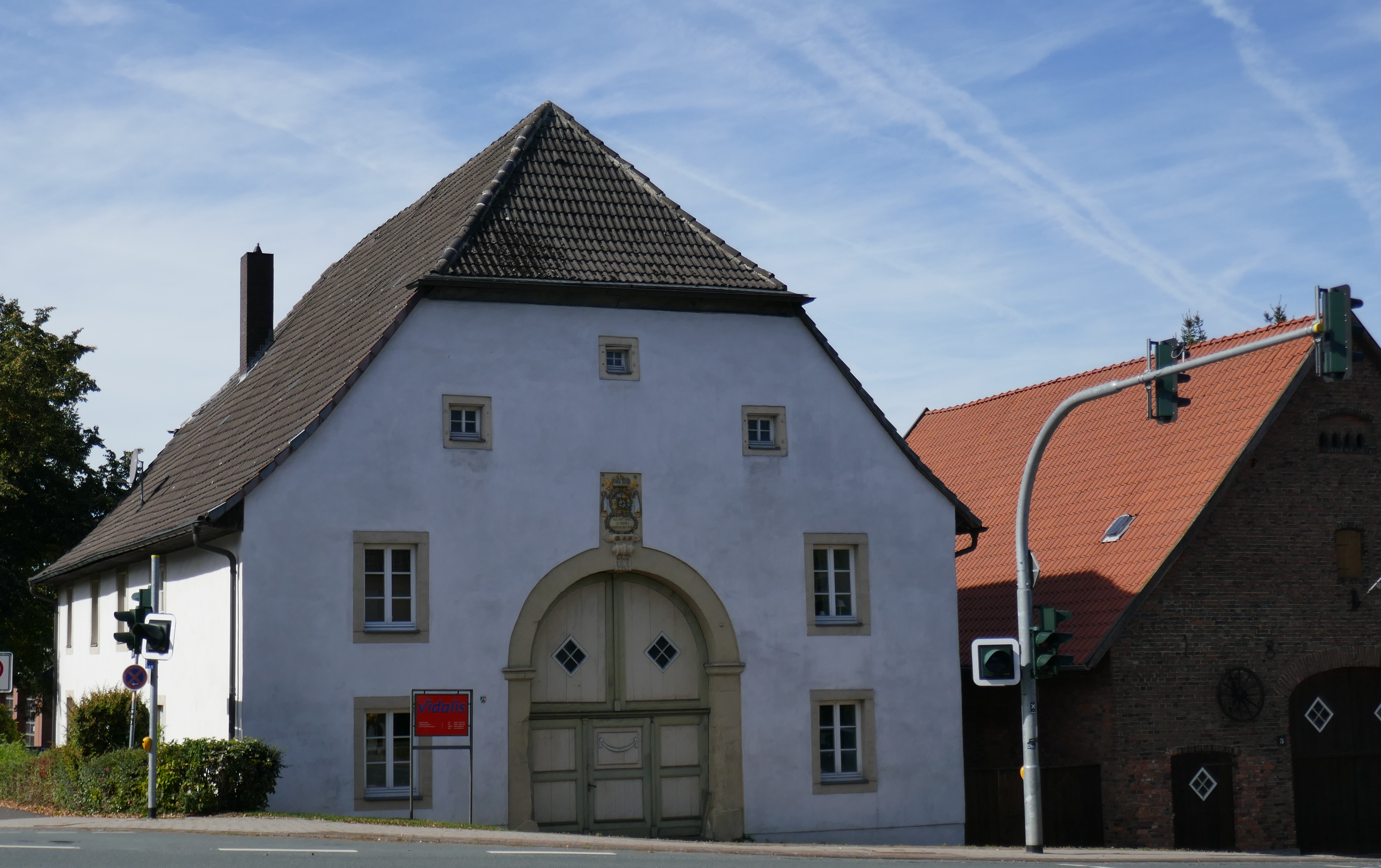
Zehnthaus

Die Zehnthäuser liegen in der Unterstadt der Stadt Bad Wünnenberg im Kreis Paderborn. 

## Geschichte
Das Zehnthaus Lückemeyer wurde 1719 im Auftrag des Paderborner Fürstbischofs Clemens August von Wittelsbach, Herzog von Bayern errichtet. Die Gebäude dienten zur Lagerung der Zehntabgaben, die an die Kirche gezahlt werden mussten. Neben dem Hauptgebäude steht die im Jahre 1867 gebaute Lückemeyer-Scheune. Diese wurde später zum Wohnhaus umgebaut und bewohnt. Eine alte Malerei an der Südseite der Scheune zeigt deren früheres Aussehen. 